# MÁV-Baureihe BCmot 03050
Der zweiachsige Dampftriebwagen der MÁV-Baureihe BCmot 03050, später als MÁV BCmot 06501 bezeichnet, wurde 1904 bei Rába in Győr hergestellt und diente als Versuchswagen für die ein Jahr später an die MÁV gelieferten weiteren Fahrzeuge.

## Geschichte
Dieses Fahrzeug entstand zwei Jahre früher als in Deutschland der DT 2 mit derselben Antriebsmaschine Bauart Stoltz, da in Ungarn für verschiedene Lokalbahnen des Landes Bedarf an derartigen Fahrzeugen für eine rentablere Abwicklung des Personenverkehrs bestand. Widersprüchlich sind die Herstellerangaben, wo Ganz & Co. oder Rába, Győr, angegeben werden.
Nachdem die Dampfmaschine aus Berlin geliefert wurde, begann bei Rába der Zusammenbau des Fahrzeuges. Am 21. Juli 1904 erfolgte der erste Einsatz. Die Testfahrten müssen erfolgreich verlaufen sein, denn unmittelbar danach wurde er auf der Strecke Budapest–Lajosmizse–Kecskemét eingesetzt und bei Rába eine Serie von zehn Fahrzeugen in Auftrag gegeben. Weitere Dampftriebwagen desselben Systems waren in Ungarn auf Lokalbahnen um Debrecen sowie im Einsatz.
Über den Testwagen fehlen weitere konkrete Einsatzgebiete. Jedoch wurde vermerkt, dass er für eine Serienproduktion nicht dem Standard der MÁV entsprach und wieder an die Herstellerfirma zurückgegeben wurde.

## Technische Merkmale
Der Wagenkasten entsprach dem Standard der damals gültigen Grundsätzen des Personenwagenbaues. Im vorderen, eingezogenen Raum, war die Dampfmaschine gelagert.
Das Fahrzeug besaß einen von Ingenieur Stoltz aus Berlin gefertigten Rohrplattenkessel und eine Dampfmaschine. Bei diesem Systems war der Kessel wie bei Dampftriebwagen üblich stehend angeordnet und besaß zur Dampferzeugung keine Rohre, sondern Rohrplatten. Diese waren im Kessel zu einer großflächigen Verdampfereinheit angeordnet. Zwischen jeweils zwei Rohrplatten lagen die schlangenförmig gewundenen Überhitzerrohre, dadurch wurde der Dampf auf 400 °C überhitzt und über den Dampfverteiler zu den Zylindern geleitet. Das Speisewasser wurde durch einen im Rauchabzug liegenden Vorwärmer geleitet und der am unteren Ende der Rohrplatten liegenden Wasserkammer zugeführt, von dort wurde es gleichmäßig in die Rohrplatten verteilt. Der Dampfdruck war auf einem Wert von 50 bar ausgelegt. Die Dampfkessel der Bauart Stoltz waren für Koksfeuerung mit Kipprost ausgelegt. Für eine zusätzliche Belüftung sorgte neben dem Bläser ein von der Dampfmaschine angetriebenes Gebläse.
Die Zweizylinder-Dampfmaschine war als Verbundmaschine ausgelegt. Sie war ähnlich wie ein Tatzlager-Antrieb auf einer Seite mit der Treibachse verbunden und auf der anderen Seite federnd am Fahrzeugrahmen gelagert. Dadurch konnte sie die Bewegungen der als Vereinslenkachse ausgeführten Antriebsachse mitmachen. Die Dampfmaschine war staubdicht abgekapselt und im Öl schwimmend ausgeführt. Zum Anfahren besaß sie eine Einrichtung, wodurch die Verbundmaschine über ein Ventil auf Zwillingswirkung geschaltet werden konnten. Gesteuert wurde sie über eine Ventilsteuerung.